# Light Out of Darkness (A Tribute to Ray Charles)
Light Out of Darkness (A Tribute to Ray Charles) — студийный альбом американской певицы и пианистки Ширли Хорн, выпущенный в 1993 году на лейбле Verve Records. Альбом является трибьютом американскому музыканту Рэю Чарльзу.
За этот альбом на 36-й церемонии премии «Грэмми» Ширли Хорн получила номинацию за лучшее джазовое исполнение.

## Отзывы критиков
Крис Альбертсон из Stereo Review: «Я слышал Рэя Чарльза, и Ширли Хорн — не Рэй Чарльз. Честно говоря, она поступила опрометчиво, взявшись за этот материал. Я должен признаться, что не считаю мисс Хорн достойной всего того внимания, которое она получает в последнее время. Интерпретации Хорн песен, которые мы любим, не такие гротескные, как у Бетти Картер, но здесь она не демонстрирует никакого таланта, который мог бы отличить её от заурядной подражательницы в вашем местном клубе. У неё слабый голос, её дыхание отвратительное, а её игра на фортепиано удовлетворительная. Пропустите эту жалкую попытку и купите настоящую пластинку Рэя Чарльза».

## Список композиций
| №                   | Название                           | Автор(ы)                                            | Длительность |
| ------------------- | ---------------------------------- | --------------------------------------------------- | ------------ |
| 1.                  | «Hit the Road Jack»                | Перси Мэйфилд                                       | 3:11         |
| 2.                  | «Just a Little Lovin'»             | Эдди Арнольд, Зеке Клементс                         | 4:07         |
| 3.                  | «You Don’t Know Me»                | Эдди Арнольд, Синди Уолкер                          | 2:58         |
| 4.                  | «Drown in My Own Tears»            | Генри Гловер                                        | 5:04         |
| 5.                  | «Hard Hearted Hannah»              | Милтон Эгер, Чарльз Бейтс, Боб Бигелоу, Джек Йеллен | 3:36         |
| 6.                  | «Georgia on My Mind»               | Хоги Кармайкл, Стюарт Горрелл                       | 5:20         |
| 7.                  | «Makin' Whoopee»                   | Уолтер Дональдсон, Гас Кан                          | 3:54         |
| 8.                  | «Bein' Green»                      | Джо Рапозо                                          | 3:16         |
| 9.                  | «Bye Bye Love»                     | Будло Брайант, Фелис Брайант                        | 5:26         |
| 10.                 | «The Sun Died»                     | Рэй Чарльз, Юбер Жиро, Энн Грегори, Пьер Деланоэ    | 5:39         |
| 11.                 | «How Long Has This Been Going On?» | Джордж Гершвин, Айра Гершвин                        | 4:01         |
| 12.                 | «If You Were Mine»                 | Джеймс Льюис                                        | 3:25         |
| 13.                 | «I Got a Man»                      | Рэй Чарльз, Ренальд Ричард                          | 3:25         |
| 14.                 | «Just for a Thrill»                | Лил Армстронг, Дон Рэй                              | 4:25         |
| 15.                 | «Light Out of Darkness»            | Рэй Чарльз, Рик Уорд                                | 5:25         |
| Общая длительность: | Общая длительность:                | Общая длительность:                                 | 62:53        |

## Участники записи
- Ширли Хорн — фортепиано, вокал, продюсер
- Гэри Бартц[англ.] — альт-саксофон
- Чарльз Эйблз — гитара, электрический бас
- Тайлер Митчелл — контрабас
- Бастер Уильямс[англ.] — барабаны
- The Hornettes — вокал (трек 1)

## Чарты

### Еженедельные чарты
| Чарт (1993)                                 | Высшая позиция |
| ------------------------------------------- | -------------- |
| США (Billboard Top Jazz Albums)             | 19             |
| США (Billboard Top Traditional Jazz Albums) | 2              |

### Годовые чарты
| Чарт (1994)                                 | Высшая позиция |
| ------------------------------------------- | -------------- |
| США (Billboard Top Traditional Jazz Albums) | 21             |